# Plaine

Plaine este o comună în departamentul Bas-Rhin, Franța. În 1 ianuarie 2022 avea o populație de 983 de locuitori.